# Taowu
Taowu ist eine Gattung aus der ausgestorbenen Unterfamilie der Säbelzahnkatzen. Sie war im Unterpleistozän vor rund 2,5 Millionen Jahren in Ostasien verbreitet. Bisher ist lediglich ein Schädel bekannt, der im nördlichen China gefunden wurde. Anhand diesem lässt sich ein relativ kleiner Vertreter der Säbelzahnkatzen rekonstruieren, der lediglich die Größe eines heutigen Leoparden erreichte. In seinen Gebissmerkmalen vermittelt er zwischen stammesgeschichtlich älteren Formen wie Amphimachairodus und jüngeren Angehörigen wie Homotherium. Die Gattung wurde im Jahr 2022 wissenschaftlich eingeführt, das Fundmaterial konnte aber bereits in den 1930er Jahren geborgen werden. Es ist eine Art anerkannt.

## Merkmale
Taowu war ein eher kleiner Vertreter der Säbelzahnkatzen. Er erreichte in etwa die Größe eines heutigen Leoparden. Aufgefunden wurde bisher ein nahezu vollständiger Schädel von 23,5 cm Länge und 13,4 cm Breite, gemessen über die Jochbögen. An diesem fehlt lediglich die Gelenkfläche am Hinterhauptsbein. In Ansicht von oben war der Schädel relativ schlank, vergleichsweise schmaler als bei Homotherium oder Xenosmilus, und besaß eine gerundete Schnauzenregion. Die Schnauze verjüngte sich nicht hinter dem Eckzahn, sondern nahm nach hinten kontinuierlich an Breite zu. Ebenfalls war eine Schädelverengung hinter den Orbita nur eher schwach ausgeprägt. In Seitenansicht zeigte die Stirnlinie eine sanfte Aufwölbung, die Nasenöffnung war gegenüber dem Mittelkieferknochen zurückversetzt und konkav eingedellt. Die Schneidezahnnreihe wirkte dadurch deutlich vorstehender als etwa bei Amphimachairodus. In Aufsicht war der Stirnbereich breit. Die Nasenbeine verbreiterten sich nach hinten. Das Foramen infraorbitale lag auf Höhe des vierten Prämolaren, ebenso die Vorderkante der Orbita. Am Stirnbein setzten Knochenrippeln an, die sich zu einem Scheitelkamm vereinigten. Der Jochbogen wölbte sich stark rückenwärtig auf. Auf der Schädelunterseite war die Paukenblase deutlich aufgebläht. Als diagnostisches Merkmal lag die Glenoid-Grube (Fossa glenoidalis) auf einer erhöhten Plattform, deutlicher als bei Amphimachairodus, und war sehr breit. Das vordere Gaumenfenster befand sich auf Höhe des Eckzahns, das größte hintere auf Höhe des dritten Prämolaren.
Das obere Gebiss bestand aus drei Schneidezähnen, einem Eckzahn, zwei Prämolaren und zwei Molaren je Kieferhälfte. Die Schneidezähne bildeten einen geschlossenen Bogen und nahmen von innen nach außen an Größe zu. Am dritten Schneidezahn bestand ein zusätzliches Höckerchen. Der Eckzahn ragte bis zu 7,4 cm aus dem Kiefer heraus und war flach klingenförmig im Querschnitt. Sowohl an der vorderen als auch der hinteren Kante zeigte sich eine feine Zähnung. Im Anschluss zum Eckzahn trennte ein Diastema das vordere vom hinteren Gebiss. Im Unterschied zu einigen anderen Säbelzahnkatzen wie Lokutunjailurus fehlte der zweite Prämolar. Der dritte und damit vorderste Prämolar war in seiner Größe nicht reduziert, was von Homotherium, Lokutunjailurus oder Xenosmilus abweicht. Insgesamt zeigte sich der Zahn bei einer Länge von knapp 2 cm gestreckt, ebenso der deutlich größere hintere Prämolar, der gut 3,4 cm lang wurde. An diesem bestanden die typischen spitzen Höcker, der Para-, Meta- und Protoconus, wobei letzterer nur klein ausgebildet war. Die vordere Scherkante, das Parastyl, hatte eine langgestreckte Form, von dem sich der vorderste Abschnitt, das Präparastyl, nur unmerklich absetzte.

## Fossilfunde
Der bisher einzige Fossilfund von Taowu stammt aus Fancun, einem Fundort rund 36 km östlich der Gemeinde Taigu, die wiederum Teil der Stadt Jinzhong in der chinesischen Provinz Shanxi ist. Die Fundstelle und weitere Bereiche in der Region wurden bereits in den 1930er Jahren durch Childs Frick ergraben. Die verschiedenen Lokalitäten bargen zahlreiches Fossilmaterial, darunter mehrere Raubtiere wie Homotherium als weiteren Vertreter der Säbelzahnkatzen, eine ausgestorbene Form des Luchses sowie des Dachses, Xenocyon als einen Angehörigen der Hunde und die Hyäne Pachycrocuta. Zusätzlich kamen auch frühe Verwandte der modernen Pferde zum Vorschein. Vor allem die letzteren genannten implizieren eine überwiegende Stellung im Pleistozän, wobei der untere Abschnitt eher wahrscheinlich ist.

## Systematik
Taowu ist eine Gattung aus der ausgestorbenen Unterfamilie der Säbelzahnkatzen (Machairodontidae) innerhalb der Familie der Katzen (Felidae). Die Säbelzahnkatzen stellen einen alten Zweig der Katzen dar, der  molekulargenetischen Untersuchungen zufolge die Schwestergruppe der heutigen Groß- und Kleinkatzen bildet. Ihre Abtrennung vom gemeinsamen Zweig erfolgte vor rund 20 Millionen Jahren im Unteren Miozän. Namensgebendes Merkmal der Säbelzahnkatzen ist ihr deutlich vergrößerter Eckzahn. Dieser zeigt aber innerhalb der Verwandtschaftsgemeinschaft gewisse Variationen, was zur Aufstellung verschiedener Untergruppen führte. Hierbei weisen die Machairodontini (auch Homotheriini genannt) säbelartige, die Smilodontini dolchartige und die Metailurini weniger auffallend große Eckzähne auf.
Mit seiner leopardartigen Körpergröße stellt Taowu einen der kleinsten Vertreter der Säbelzahnkatzen des Pliozäns und des Pleistozäns dar. In der gesamten Gebissgestaltung kann für die Form eine gewisse Mittlerstellung zwischen dem urtümlicheren Amphimachairodus und der Terminalform Homotherium innerhalb der Machairodontini angenommen werden. Erkenntlich ist dies etwa anhand des in seiner Größe nur wenig reduzierten dritten Prämolaren. Andererseits lassen die nach vorn geschobenen Schneidezähne auch gewisse modernere Eigenschaften erkennen.
Der der Gattung Toawu zugrundeliegende Schädel wurde bereits in den 1930er Jahren in Fancun, Teil der Stadt Jinzhong, in der chinesischen Provinz Shanxi geborgen. Er fand in einzelnen Publikationen Erwähnung, in denen ihn verschiedene Forscher als zu Machairodus gehörig einordneten, eine genaue Merkmalsbeschreibung wurde aber nicht erarbeitet. Untersuchungen im Jahr 2022 machten eine Neubewertung erforderlich. Jiangzuo Qigao und Kollegen etablierten daraufhin in ihrer wissenschaftlichen Erstbeschreibung Toawu als eigenständige Form der Säbelzahnkatzen und stellten den Schädel detailliert vor. Der Gattungsname Taowu bezieht sich auf die gleichnamige Kreatur der chinesischen Mythologie. Zu deren auffallenden Kennzeichen gehören kräftige, an Säbelzähne erinnernde Hauer. Die gemeinsam mit der Gattung eingeführte Art T. liui ehrt mit ihrem Epitheton den chinesischen Wissenschaftler Liu Jinyi, der sich um die Erforschung der ostasiatischen Raubtiere des Pleistozäns verdient gemacht hatte.